# Jules Robuchon
Pour les articles homonymes, voir Robuchon.
Jules Robuchon, né à Fontenay-le-Comte le 30 octobre 1840 et mort à Poitiers le 14 février 1922, est un libraire, photographe et statuaire français.

## Biographie
Jules-César Robuchon naît à Fontenay-le-Comte le 30 octobre 1840. Il s’oriente vers la photographie à Paris dans les années 1860. 
Il est célèbre pour ses vues du patrimoine de l'ouest de la France et ses ouvrages illustrés, dont Paysages et monuments du Poitou qui est publié pour la première fois en 1883. Installé à Poitiers en 1898 où il fonde le Syndicat d'initiative des Voyages en Poitou en 1905, il succède à Alfred Perlat en tant que photographe pour la Société des antiquaires de l'Ouest. Il se forge aussi une réputation en tant que sculpteur.
Après 1900, il se consacre de plus en plus à la sculpture et à l'édition de cartes postales illustrées de ses photos, qu'il vend dans une boutique-atelier rue du Moulin-à-Vent à Poitiers. 
Il a deux filles, Sophie et Eugénie, et deux fils, Gabriel, dit Mérovak, artiste peintre proche du symbolisme, et Eugène Robuchon, explorateur.
Jules Robuchon meurt à Poitiers le 14 février 1922 à l’âge de 81 ans.

## Sa famille
Première femme : Louise-Sophie-Léopoldine Chéneau (1850-1874)
Seconde femme : Céline-Marie-Léopoldine Chéneau (1840-1914) 
Enfants : deux fils (Eugène et Gabriel-François-Léopold) et deux filles (Sophie et Eugénie).

### Ses fils

#### Eugène Robuchon (1872-1906)
Il participe aux illustrations de Paysages et monuments du Poitou mais il désire plus que tout voyager. En 1893, il veut devenir explorateur. Il se marie avec Hortensia Guamiri en 1902 puis rentre en France. Il retourne en Amérique du Sud en 1903. Entre 1905 et 1906, il pressent un danger mais il va quand même en expédition, d'où il ne reviendra jamais. 

#### Gabriel Robuchon (1874-1955)
Surnommé Mérovak, il participe aux illustrations de Paysages et monuments du Poitou et collabore avec son frère et son père. Ensuite, il travaille de manière solitaire.

## Ouvrages
- Paysages et monuments du Poitou, Paris, 1883 - 1895, 11 (ou 13) volumes in-folio : Vienne, 4 vol., Deux-Sèvres, 4 vol., les 3 derniers consacrés à la Vendée.
- Paysages et monuments de Bretagne, Paris, May & Motteroz, 1892, héliogravures de Dujardin : I. Auray & Quiberon. II. Arrondissement de Saint- Malo. III. Pont-l’Abbé, Tambour, Fouesnant et Plougastel Saint Germain.
- 1899, Expositions, concours et fêtes de la ville de Poitiers, Nancy, Bergeret, 1899.
- Cartes postales du Poitou - Vendée

## Sculptures
- Buste de Nicolas Rapin, Fontenay-le-Comte.
- Buste de Hyacinte Dumaine (1895), Luçon, Jardin Dumaine.

## Galerie

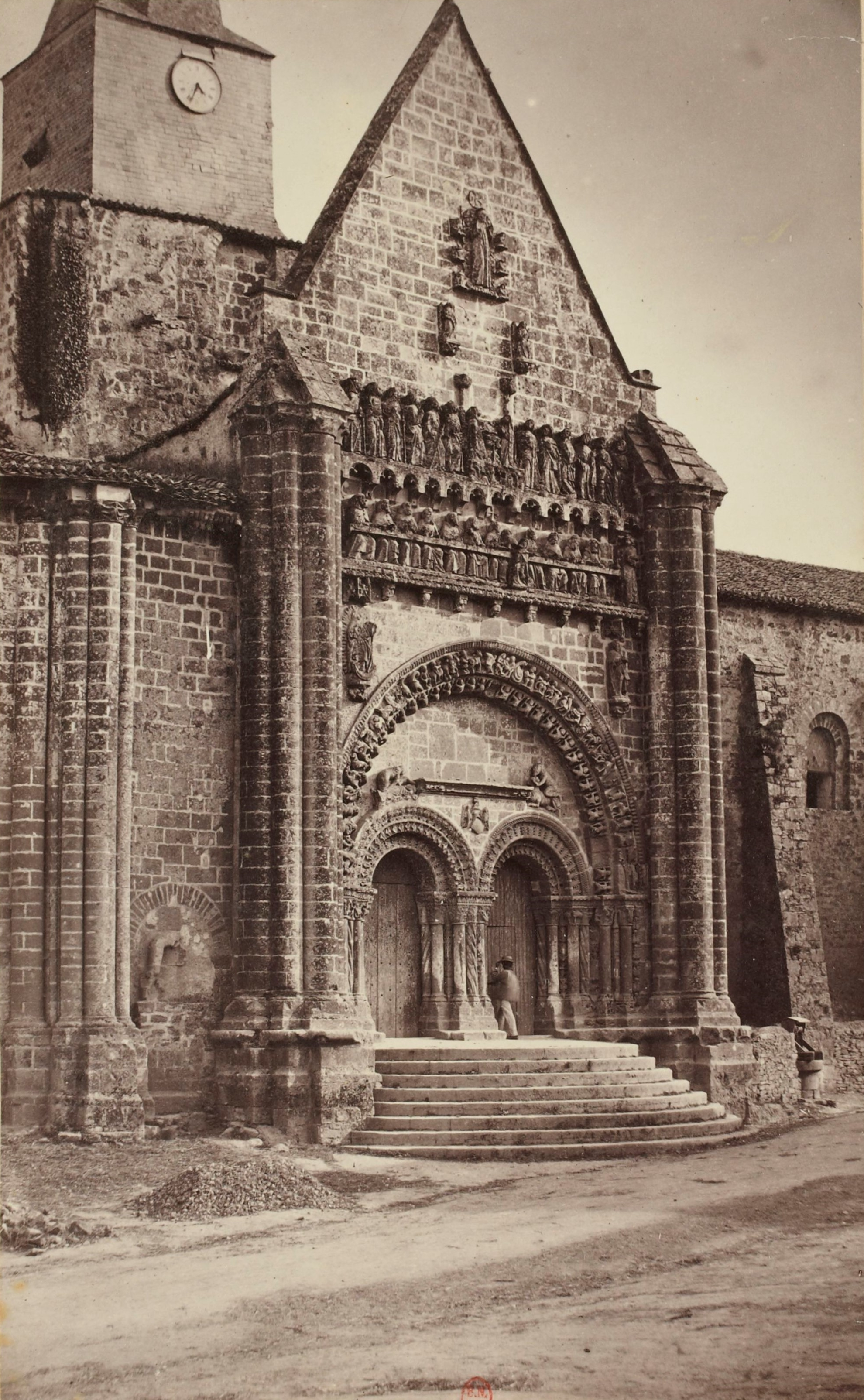
Église Notre-Dame de Vouvant, Vendée, entre 1860 et 1870.
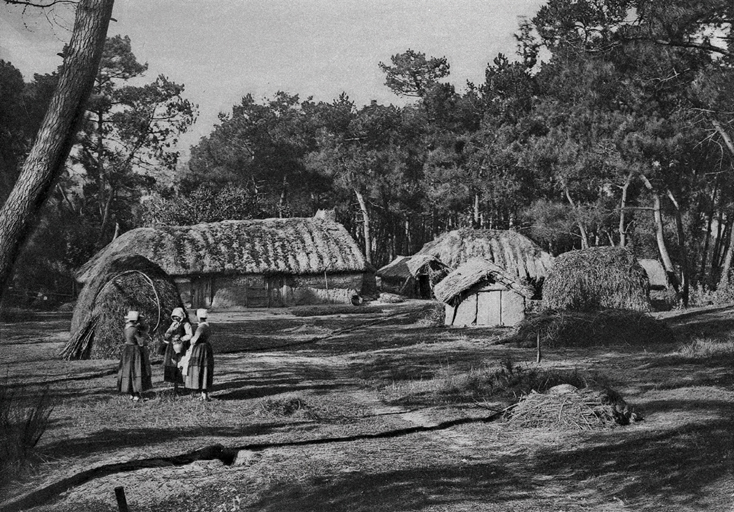
Bourrines à Saint-Hilaire-de-Riez en vendée, vers 1890.
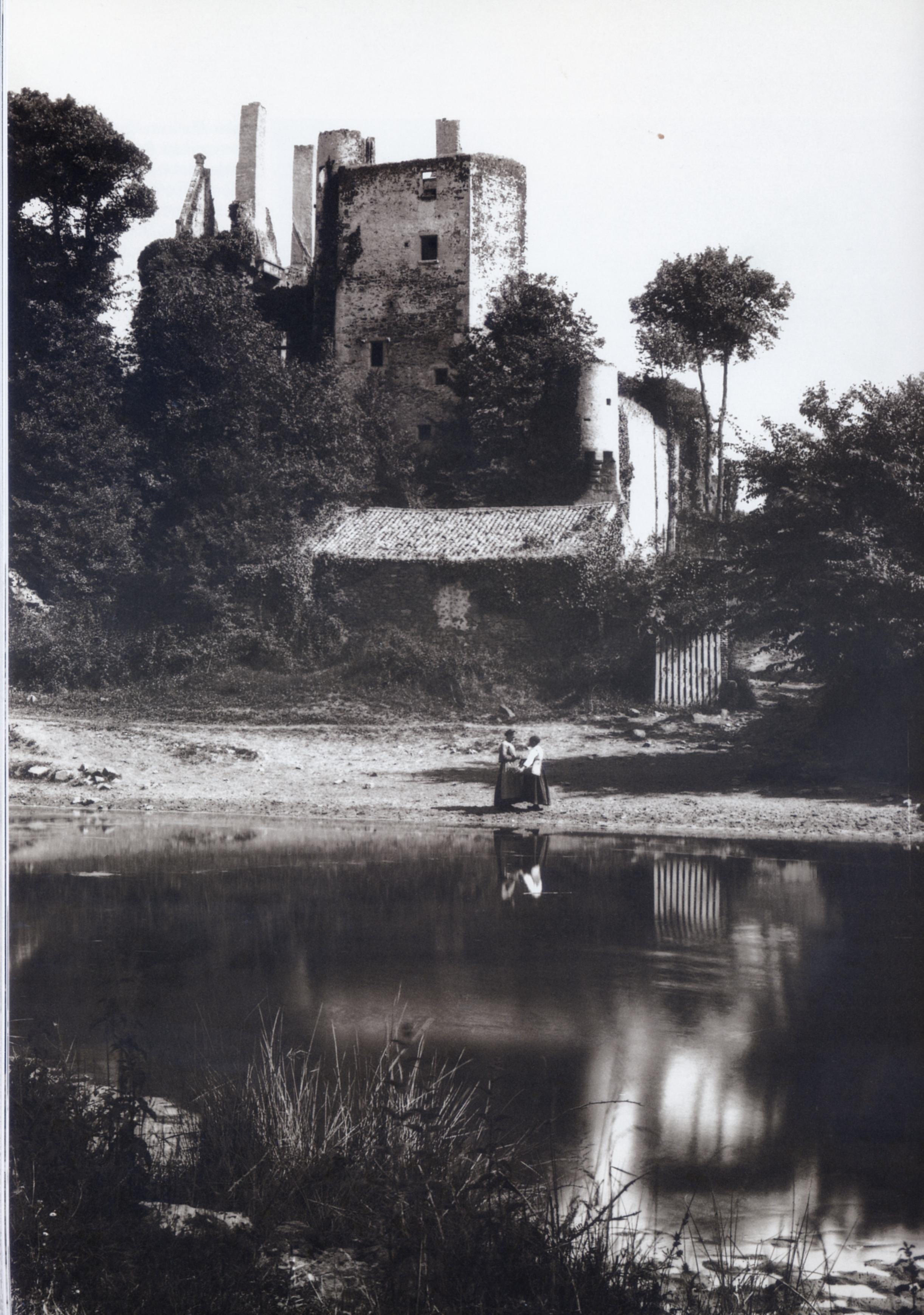
Château de Glénay, Deux-Sèvres, 1889.
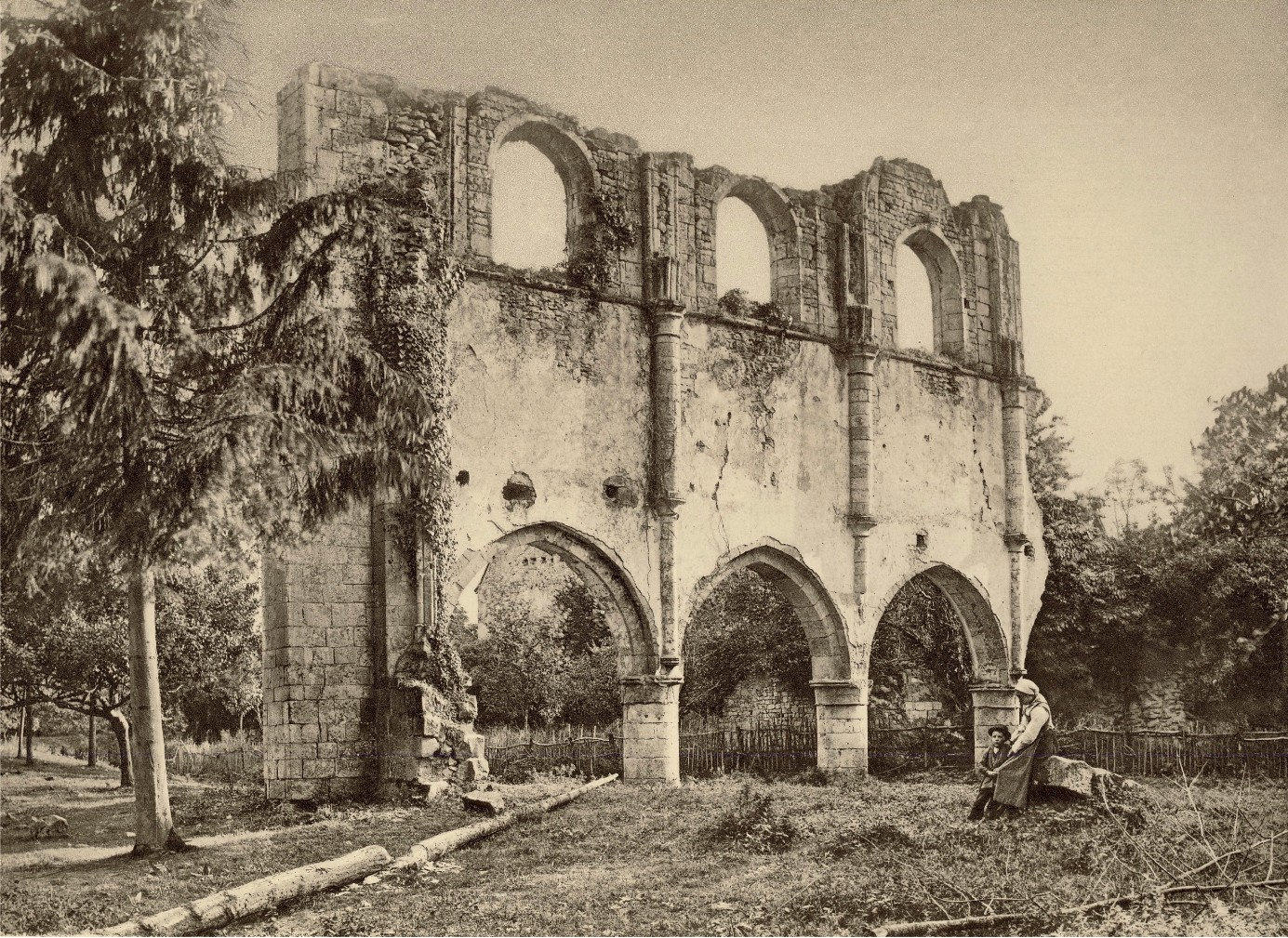
Ruines du chœur de l'église abbatiale des Châtelliers, Deux-Sèvres, 1889.
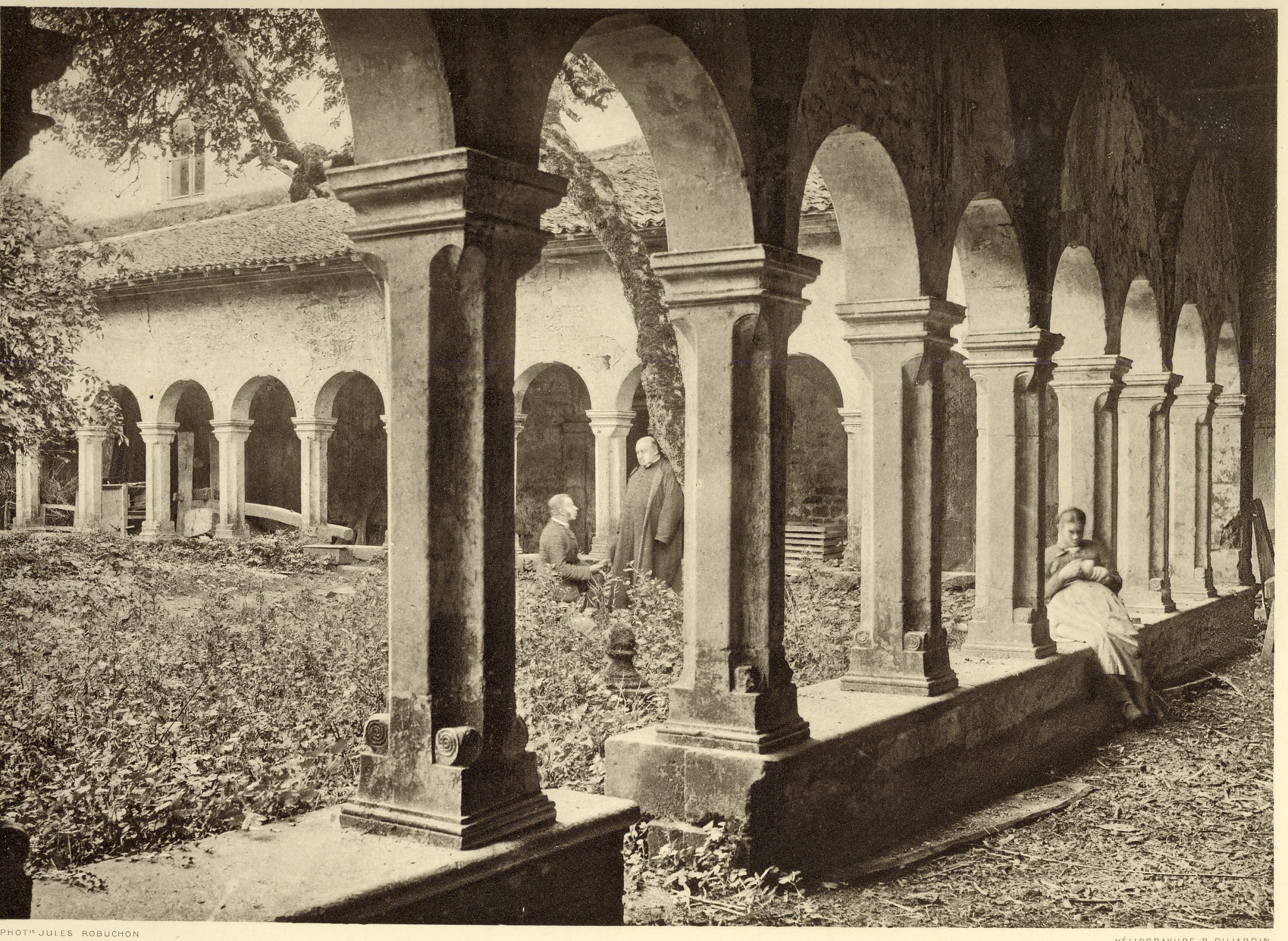
Cloître de l'abbaye des Châtelliers, 1889.
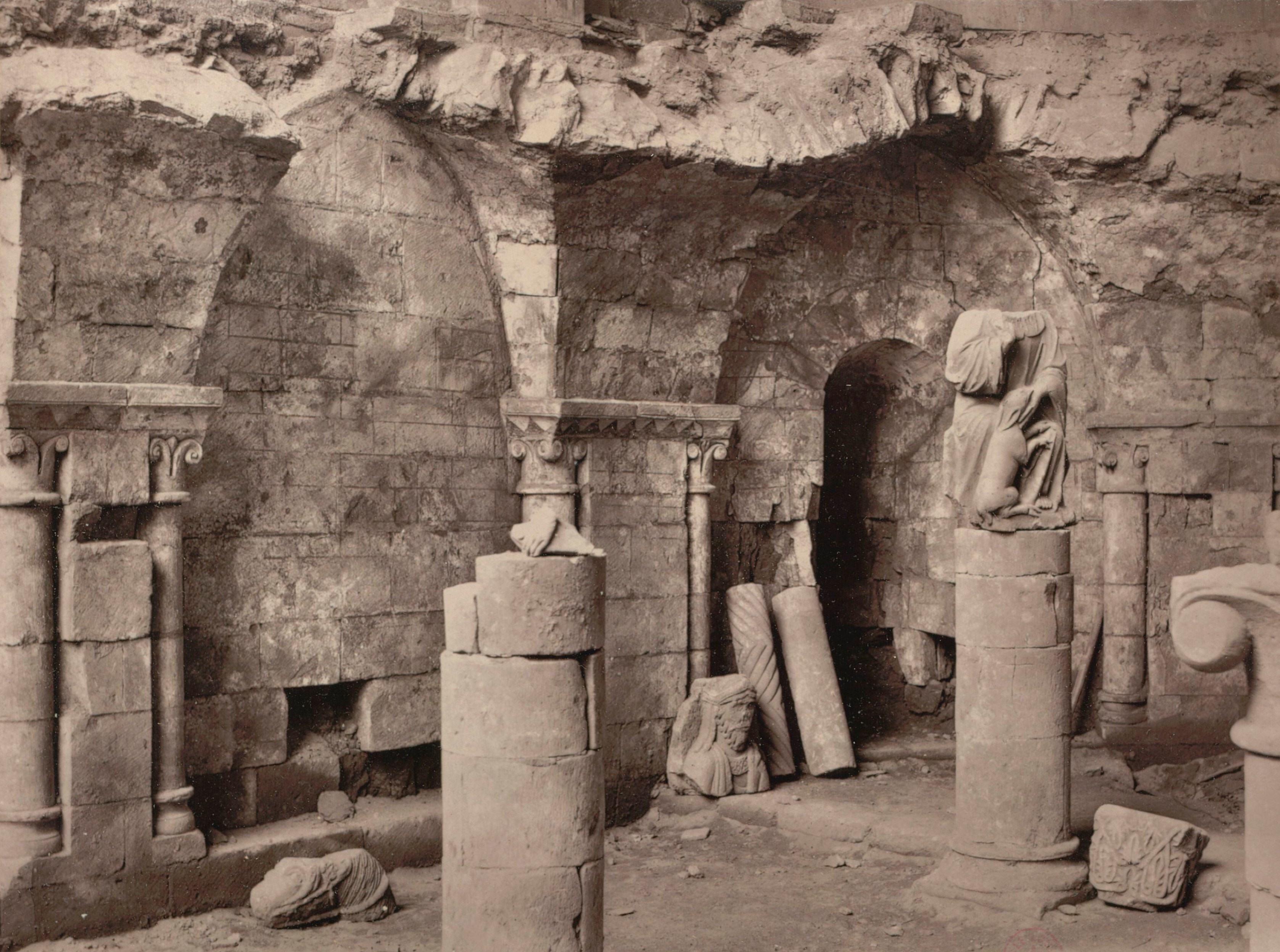
Crypte de l'église Notre-Dame de Vouvant, 1882
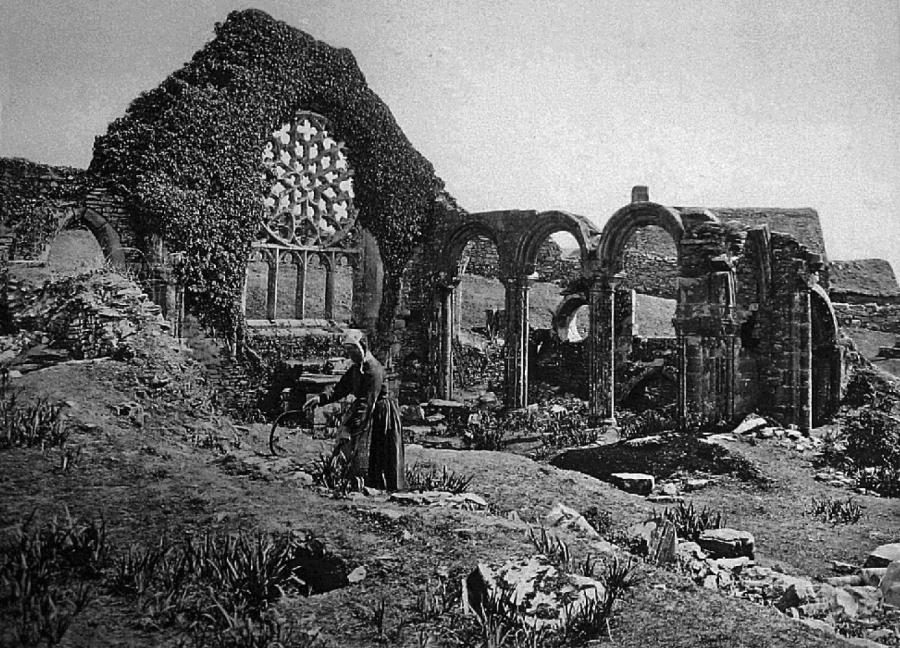
Chapelle de Languidou en Bretagne, 1893.
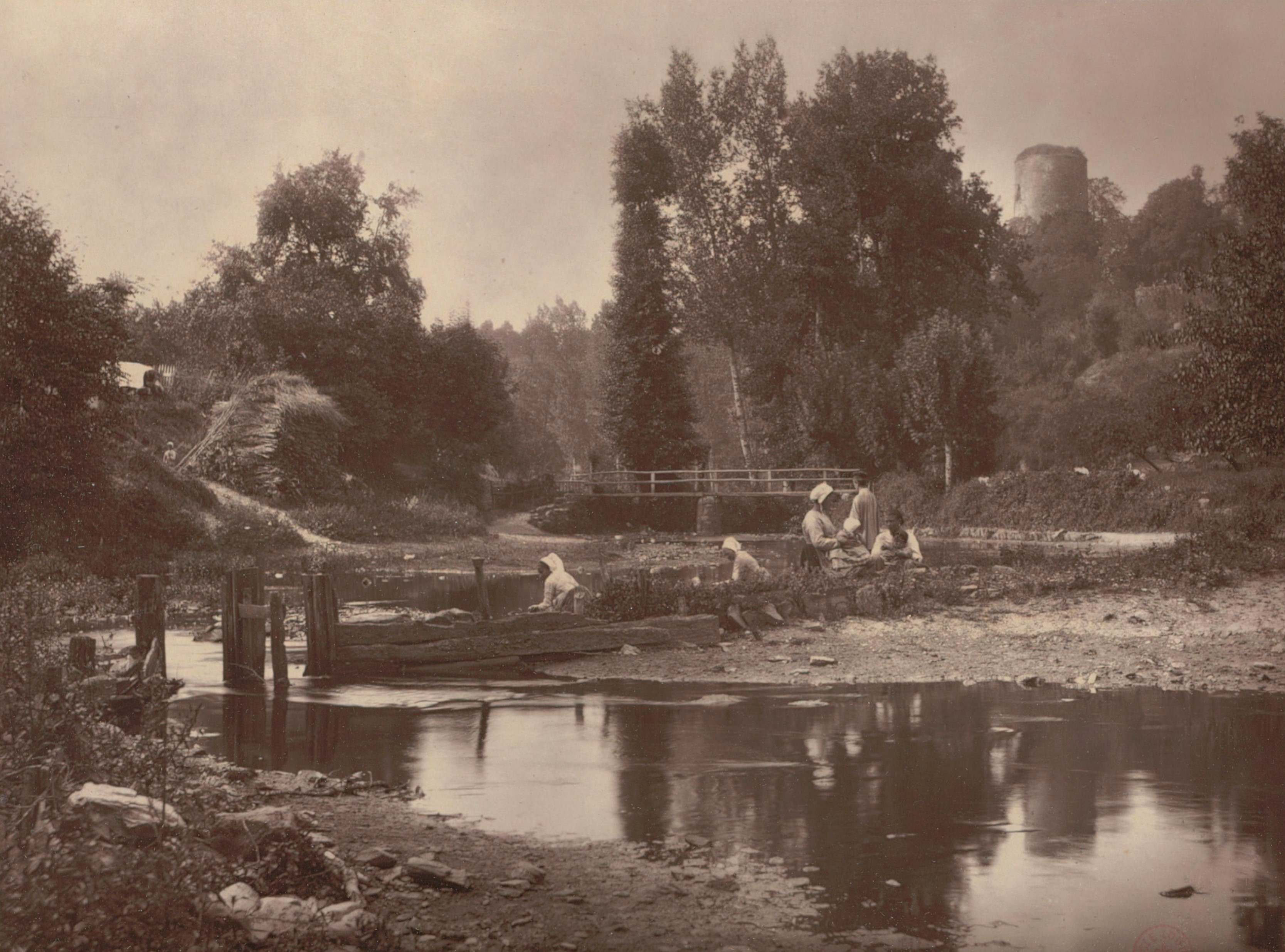
Site du Petit-Château à Vouvant, vers 1885-1890.
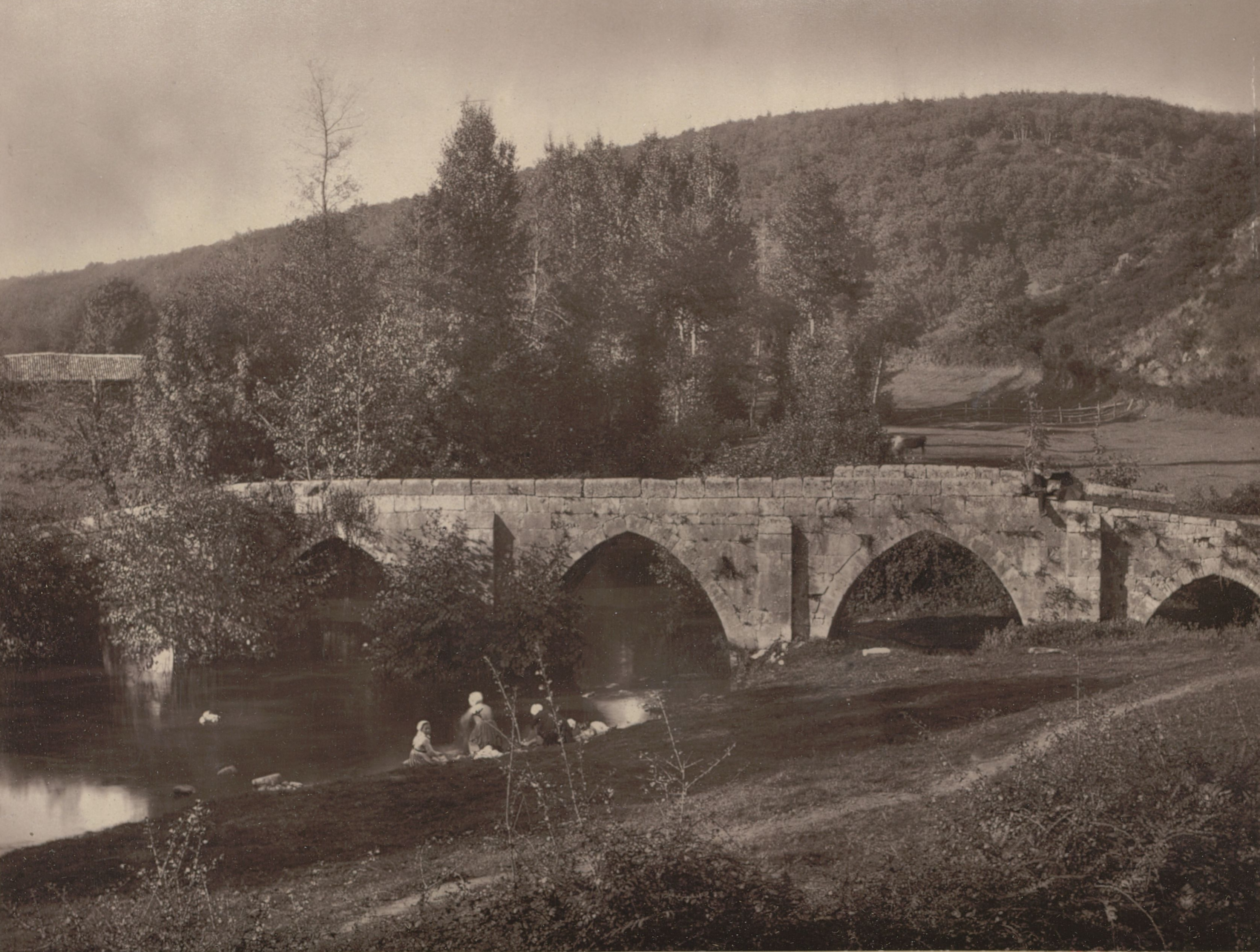
Pont des Ouillères à Mervent, Vendée.

## Expositions
- 13 juin - 30 octobre 1980 : Jules Robuchon (1840-1922) ou le Patrimoine vendéen à travers l'objectif, Puy du Fou, Epesses.
- 21 juin - 19 octobre 2008 : La Vendée sous l'oeil de Jules Robuchon : itinéraire d'un pionnier de la photographie, Logis de la Chabotterie, Saint-Sulpice-le-Verdon.